# 1990 JN1
1990 JN1 är en asteroid i huvudbältet som upptäcktes den 1 maj 1990 av den polska astronomen Anna N. Zytkow och den brittiska astronomen Mike Irwin vid Siding Spring-observatoriet.
Asteroiden har en diameter på ungefär 6 kilometer och den tillhör asteroidgruppen Koronis.